# Huachipairi
Huachipairi (Huachipaeri, Huachipaire, Wacipaire, Wachipaeri, Wachipaire, Waxipaeri), pleme američkih Indijanaca porodice Harakmbet naseljenih duž rijeke Keros i Madre de Dios i njezinih pritoka, Peru. Huachipairi se sastoje od više lokalnih skupina često kolektivno nazivanih i Mashco, koje se služe vlastitim dijalektima, to su: Sapiteri, Toyeri (Toyoeri, Tuyuneri), Arasairi, Manuquiari, Pukirieri (Puncuri). Unutar parka biosfere Manu nalaze im se dva naselja Santa Rosa de Huacaria i Queros. 
Huachipairi su srodni Amarakaerima, a svoje zajedničko porijeklo vide i kroz mitu da su i jedni i drugi djeca drveta Huanamey, koje ih je zaštitilo 'kada je svijet bio uništen vatrom', i kojem će se opet vratiti kada ovaj svijet napuste. 
Huachipaeri populacija u suvremeno vrijeme iznosi oko 500, i druga su po brojnosti među Harakmbutima. U prošlosti mnogi su stradali od epidemija boginja koje su ih pogodile 1948., odnosno u vrijeme otvaranja autoceste za Cuzco. Ovu svoju brojnost možda mogu zahvaliti i tome što na njihovom području nije pronađeno zlato, kao među drugim Harakmbut skupinama. Danas se bave uzgojem stoke ili rade kao drvosječe.